# Wigod
Wigod (auch Wigot) war der angelsächsische Lord von Wallingford an der Themse, ein Verwandter Eduard des Bekenners.
Während der Eroberung Englands und nach der Schlacht von Hastings zog Wilhelm der Eroberer nach London, wurde aber an der Überquerung der Themse gehindert. Wigod lud Wilhelm nach Wallingford ein, wo die Normannen dann den Fluss überqueren konnten.
Wigods Tochter Ealdgyth heiratete Robert D’Oyly, einen von Wilhelms Baronen. Nach Wigods Tod wurde Robert Lord von Wallingford, da Wigods Sohn Tokig (oder Toking) in den Kämpfen auf Seiten Wilhelms gefallen war.
| Personendaten    | Personendaten         |
| ---------------- | --------------------- |
| NAME             | Wigod                 |
| ALTERNATIVNAMEN  | Wigot                 |
| KURZBESCHREIBUNG | angelsächsischer Lord |
| GEBURTSDATUM     | vor 1066              |
| STERBEDATUM      | nach 1066             |